# Leptochiton belknapi
Leptochiton belknapi is een keverslakkensoort uit de familie van de Leptochitonidae. De wetenschappelijke naam van de soort is voor het eerst geldig gepubliceerd in 1878 door Dall.